# Тодор Светослав
Теодор Светосла̀в Тѐртер е цар на България от 1300 до 1321 г. Управлението му се характеризира с умела и разумна политика, довела до временна стабилизация на разкъсваното от феодални размирици и външни заплахи Българско царство.

## Ранни години
Син е на Георги I Тертер и Мария Тертер. Предполага се, че е роден в началото на 70-те години на XIII век. Като се има предвид рядкостта на името „Светослав“ в България и широкото му използване сред князете от династията Рюриковичи, проф. Пламен Павлов предполага, че майка му Мария е дъщеря на Яков Светослав от съпругата му, неназована внучка на Иван Асен II.
През 1279 г. с византийска помощ на трона в Търново се възкачва Иван Асен III. Главният му съперник Георги Тертер е привлечен за негов пръв помощник и му става зет. Тодор Светослав и майка му са изпратени в Никея като заложници. След бягството на Иван Асен III (1280), Георги Тертер завзема престола. Той се отказва от натрапения му брак със сестрата на византийското протеже и прави опит да си върне първата съпруга и сина си.
Към 1284 – 1285 г. Теодор Светослав е обявен от баща си за престолонаследник. Въпреки че е все още пленник, той е сгоден за дъщерята на тесалийския севастократор Йоан Ангел. По силата на българо-византийското споразумение от 1284 г. Георги I Тертер връща съпругата си, но Светослав остава заложник. Друго българско пратеничество, оглавено от патриарх Йоаким III, успява да уреди освобождаването на царския син. Договорен е брак между Теодор Светослав и дъщерята на великия стратопедарх Синадин, който впоследствие не се осъществява.
След връщането си в Търново Светослав е провъзгласен за съвладетел на баща си. Скоро след това е изпратен в плен при татарите заедно със сестра си (втората дъщеря на Георги Тертер), която е отведена в харема на Чака, сина на хан Ногай, тъй като неуспявайки да устои на монголо-татарските набези и натиск, Георги I Тертер се признава за васал на Златната орда. В татарски плен царският син прекарва около 15 години.
След загубата на трона от страна на баща му Светослав изпада в крайна бедност. Съпругата на Ногай Ефросина Палеологина (извънбрачна дъщеря на Михаил VIII Палеолог) урежда брак между него и внучката на богатия търговец Пандолеон, която също носи името Ефросина, тъй като е нейна кръщелница. Женитбата не носи престиж на Светослав, но подобрява значително материалното му положение.
След смъртта на Ногай започва борба за върховенство в Златната орда между сина му Чака и претендента Токтай. Чака губи и заедно с Тодор Светослав и съпругата си (дъщеря на Георги I Тертер и съответно сестра на Тодор Светослав) се отправя към България. Спорно е дали Чака успява да завладее престола в Търновград преди да бъде свален чрез преврат от шурея си, но така или иначе, Светослав се провъзгласява за цар на българите през 1300 г.

## Управление

### Укрепване на престола
По искане на Токтай, Чака е екзекутиран от Теодор Светослав и главата му изпратена на хана в Крим. Отношенията със Златната орда са уредени успешно. България не само отново става независима държава, но има определени териториални придобивки. В границите на държавата е включена Бесарабия, чак до Маврокастро на устието на река Днестър.
Наред с отстраняването на татарската заплаха от първостепенно значение за Светослав става ликвидирането на вътрешната опозиция. Противник на младия цар става търновският патриарх Йоаким III. Срещу патриарха са повдигнати обвинения, че подпомага татарите. Царят заповядва да го хвърлят от крепостната стена – според една късна според историка Пламен Павлов легенда (датираща от XIX в.) това става от т. нар Лобна скала на Царевец.

### Срещу претендентите
Укрепването на българската държава не съвпада с интересите на Византия. Опитвайки се да поддържа вътрешните размирици, император Андроник II Палеолог организира през 1301 г. поход срещу цар Светослав. Начело на византийската войска е поставен Михаил, син на Константин Асен, което цели да придаде легитимност на агресията. Въпреки твърденията на византийските хронисти, че императорът е помолен за намеса от страна на търновската аристокрация, претендентът за трона не среща никаква подкрепа в България. Армията му се разпада, а Михаил е изоставен от привържениците си.
Втори опит за провокиране на гражданска война Андроник II прави чрез севастократор Радослав, брат на Смилец. Подкрепен от гръцки войски, Радослав се отправя срещу Крънското деспотство. Родовото владение на Смилецовия род сега е под властта на чичото на Светослав, Елтимир. Той разгромява войската на севастократора и го пленява заедно с 13 византийски военачалници, които предава на царя. Самият Радослав е ослепен и хвърлен в тъмница. Тогава Светослав разменя военнопленниците срещу баща си, който все още е в гръцки плен. След успешното връщане на Георги I Тертер в България Светослав му поверява управлението на един град.

### Война с Византия
През 1304 г. Светослав се чувства достатъчно укрепнал и преминава в контранастъпление. След успешни военни действия под негова власт преминават редица градове в Източна Стара планина. Царят завзема и много черноморски градове: Ктения, Русокастро, Месемврия, Созопол, Анхиало, Агатопол. В отговор Михаил IX и военачалникът Михаил Глава Тархонт струпват войски в околностите на Виза. Двете армии се срещат край Бургас, на река Скафида. След първоначален сблъсък българската войска отстъпва, а византийците, командвани от Войсил, брат на Смилец и Радослав, се впускат в преследване, но мостът над реката рухва под тях. Това води до обрат в битката, която българите печелят. Византийският хронист Георги Пахимер приема, че разгромът на гърците се дължи на случайно рухналия мост. Съвременните български историци смятат, че става дума за капан, устроен от българските войски. Крайният резултат от битката при река Скафида е преминаването на Черноморието в ръцете на българския цар. След победата Светослав се насочва към Одрин.
През август същата година Михаил IX Палеолог предприема нападение в земите около Сливен и ги подлага на опустошение. Императорът възстановява властта си по Черноморието, но за кратко. През есента Светослав отново ги завзема. При превземането на Созопол е пленен цариградският патриарх Йоан ХІІ Козма. Царят и деспот Алдимир (Елтимир) нахлуват в тракийските владения на Византия.
През 1305 г. византийската дипломация успява да разстрои съюза между царя и крънския деспот Алдимир (неуспешни опити в тази насока са правени още през 1304 г.), използвайки връзката на вдовицата на Смилец с дъщеря ѝ Марина – съпруга на Алдимир. Научавайки за измяната на чичо си, Светослав предприема изненадващо нападение над Крънското деспотство, което преминава под пряката му власт.
На следващата 1306 г. 16 000 алани, недоволни от византийския император, се обръщат към Светослав с молба да им даде убежище в България. Царят се съгласява и изпраща отряд от 1000 души, за да подпомогнат бягството им. При опита да преминат на българска територия аланите са нападнати от каталонците (Каталонска дружина) и разгромени. Отчитайки боеспособността на каталонските наемници и конфликта им с византийските власти, царят започва преговори с предводителя им Бернат де Рокафорт, предлагайки му да премине на българска страна. Светослав му обещава женитба със сестра си, вдовицата на Чака. Преговорите не дават положителен резултат. Предполага се, че са осуетени от византийската дипломация.
Към края на 1306 г. царят започва мирни преговори с Византия. Андроник II умишлено бави решението си поради нежелание да се примири със загубата на черноморските градове. Теодор Светослав изпраща две галери със зърно в гладуващия Константинопол и с това печели симпатиите на населението му, което оказва известен натиск върху императора да приеме мирните предложения. През 1307 г. е подписан договор между България и Византия, скрепен с брак на Тодор Светослав с дъщерята на Михаил IX Палеолог. Споразумението узаконява териториалните придобивки на царя от 1304 – 5 г.

### Мирни години
През останалата част от управлението си Светослав се стреми да поддържа мир със съседите си. Традиционно добрите отношения с Венецианската република са запазени, за което се съди по споменаването на цар Тодор Светослав в списъка на приятелски настроените към Венеция владетели.
Към 1310 – 1311 г. на държавно посещение в Търново пристига сръбският крал Стефан Милутин. Влошените заради прогонването на сестрата на Светослав (Анна Българска) от сръбския престол през 1299 г. българо-сръбски отношения са подобрени.
Няма преки сведения за контактите между Българското царство и Видинското деспотство. Поради липса на данни за военни конфликти помежду им се приема, че цар Тодор Светослав и деспот Шишман I поддържат мир. През 1315 – 1316 – Теодор Светослав сериозно застрашава интересите на Генуезката република. През 1315 – 1316 г. е отбелязан конфликт между генуезката колония в Кафа и Българското царство по повод нарушаване правата на генуезците от страна на българските власти. Така се стига до въпросното решението на Officium Gazarie от 22 март 1316 г. известно като „Забрана за посещение на Загора/България“ Забележително е, че това постановление засяга не само Белгород, но и другите пристанища в региона, администрирани от българския цар. През 1318 е издадена була на папа Йоан XXII от 26 февруари 1318 г., определяща границите на епископия Кафа (точно по времето на цар Теодор Светослав), където е записано „град Варна в България“ (a la villa Varna in Bulgarian).
В последните години на своето управление Тодор Светослав активизира политиката си спрямо Византия. Повод за това е конфликтът между Андроник II Палеолог и внука му Андроник III Палеолог, възникнал след смъртта на Михаил IX в 1320 г. Българският цар изпраща на Андроник III отряд от 300 тежко въоръжени конници, предвождани от военачалника Мартин. Той предлага съюз и допълнителни войски. Младият император отказва помощта му, подозирайки, че истинските намерения на царя са да го плени. Същевременно на два пъти татарски дружини извършват грабежи в земите на империята, минавайки необезпокоявано през Българското царство.
Теодор умира през 1322 г. от естествена смърт и е наследен от своя син Георги II Тертер.

### Монетосечене
Георги Атанасов отбелязва че докато през 1307 – 1311 г. в българските земи има монетосечене с тагма на ханската династия Джучи и надпис STACY (Исакча) в междурамията на кръст върху опакото. На тези емисии са изписани надписите 707, 708 и 711 по Хаджира, които съответстват на 1307/8, 1310/11 и 1311/12. Според него след 1307 г. Теодор Светослав придобива автономия като татарски васал и извършва собствени търговски операции.

## Брак и потомство
Светослав е женен за Ефросина, дъщеря на Манкус и внучка на гръцкия търговец Пандолеон. От този брак има син, Георги II Тертер. През 1308 г., няколко години след нейната смърт (ок. 1305 г.), той се жени за Теодора Палеологина, дъщеря на византийския император Михаил IX Палеолог. От този брак няма деца.

## Родословие
|  |                           |  |  |  |  |  |  |  |  |  |  |  |  |
|  | 8.неизвестен              |  |  |  |  |  |  |  |  |  |  |  |  |
|  |                           |  |  |  |  |  |  |  |  |  |  |  |  |
|  |                           |  |  |  |  |  |  |  |  |  |  |  |  |
|  | 4.неизвестен              |  |  |  |  |  |  |  |  |  |  |  |  |
|  |                           |  |  |  |  |  |  |  |  |  |  |  |  |
|  |                           |  |  |  |  |  |  |  |  |  |  |  |  |
|  | 9.неизвестна              |  |  |  |  |  |  |  |  |  |  |  |  |
|  |                           |  |  |  |  |  |  |  |  |  |  |  |  |
|  |                           |  |  |  |  |  |  |  |  |  |  |  |  |
|  | 2.Георги I Тертер         |  |  |  |  |  |  |  |  |  |  |  |  |
|  |                           |  |  |  |  |  |  |  |  |  |  |  |  |
|  |                           |  |  |  |  |  |  |  |  |  |  |  |  |
|  | 10.неизвестен             |  |  |  |  |  |  |  |  |  |  |  |  |
|  |                           |  |  |  |  |  |  |  |  |  |  |  |  |
|  |                           |  |  |  |  |  |  |  |  |  |  |  |  |
|  | 5.неизвестна              |  |  |  |  |  |  |  |  |  |  |  |  |
|  |                           |  |  |  |  |  |  |  |  |  |  |  |  |
|  |                           |  |  |  |  |  |  |  |  |  |  |  |  |
|  | 11.неизвестна             |  |  |  |  |  |  |  |  |  |  |  |  |
|  |                           |  |  |  |  |  |  |  |  |  |  |  |  |
|  |                           |  |  |  |  |  |  |  |  |  |  |  |  |
|  | 1.Теодор Светослав Тертер |  |  |  |  |  |  |  |  |  |  |  |  |
|  |                           |  |  |  |  |  |  |  |  |  |  |  |  |
|  |                           |  |  |  |  |  |  |  |  |  |  |  |  |
|  | 12.неизвестен             |  |  |  |  |  |  |  |  |  |  |  |  |
|  |                           |  |  |  |  |  |  |  |  |  |  |  |  |
|  |                           |  |  |  |  |  |  |  |  |  |  |  |  |
|  | 6.Яков Светослав          |  |  |  |  |  |  |  |  |  |  |  |  |
|  |                           |  |  |  |  |  |  |  |  |  |  |  |  |
|  |                           |  |  |  |  |  |  |  |  |  |  |  |  |
|  | 13.неизвестна             |  |  |  |  |  |  |  |  |  |  |  |  |
|  |                           |  |  |  |  |  |  |  |  |  |  |  |  |
|  |                           |  |  |  |  |  |  |  |  |  |  |  |  |
|  | 3.Мария Тертер            |  |  |  |  |  |  |  |  |  |  |  |  |
|  |                           |  |  |  |  |  |  |  |  |  |  |  |  |
|  |                           |  |  |  |  |  |  |  |  |  |  |  |  |
|  | 14.Теодор II Ласкарис     |  |  |  |  |  |  |  |  |  |  |  |  |
|  |                           |  |  |  |  |  |  |  |  |  |  |  |  |
|  |                           |  |  |  |  |  |  |  |  |  |  |  |  |
|  | 7.неивестна               |  |  |  |  |  |  |  |  |  |  |  |  |
|  |                           |  |  |  |  |  |  |  |  |  |  |  |  |
|  |                           |  |  |  |  |  |  |  |  |  |  |  |  |
|  | 15.Елена Асенина          |  |  |  |  |  |  |  |  |  |  |  |  |
|  |                           |  |  |  |  |  |  |  |  |  |  |  |  |
|  |                           |  |  |  |  |  |  |  |  |  |  |  |  |